# Fallen (TV-serie)
Fallen är en schweizisk-tysk fantasyserie som hade premiär den 12 augusti 2024. Serien är regisserad av Matthew Hastings, Claudia Bluemhuber och Farhad Mann efter ett manus skrivet av Roland Moore och Rachel Paterson. Serien är baserad på Lauren Kates roman med samma namn. Romanen har sedan tidigare legat till grund för en film med samma namn från 2016. Första säsongen består av åtta avsnitt.

## Handling
Serien kretsar kring den unga kvinnan Lucinda "Luce" Price som sänds iväg till en rehabiliteringsanläggning för att avtjäna ett straff för ett brott som hon inte ens minns att hon har begått.

## Rollista (i urval)
- Jessica Alexander – Lucinda "Luce" Price
- Gijs Blom – Daniel
- Timothy Innes – Cam
- Josefine Koenig – Arriane
- Esmé Kingdom – Penn
- Lawrence Walker – Roland
- Sarah Niles – Ms. Miriam
- Alexander Siddig – Dr. Howson
- Maura Bird – Molly
- Indeyarna Donaldson-Holness – Gabbe
- Sam Bell – Tasha
- Laura Majid – Cassie
- Courtney Chen – syster Ryan
- Géza Kovács – Tino
- Jeremy Wheeler – domare
- Harry Szovik – polis
- Nick Wittman – Eugene